# لایه شاخی
لایه شاخی یا اِستراتوم کورنِئوم (به انگلیسی: stratum corneum) به خارجی‌ترین لایه ی سطح روپوست (اِپیدِرم) انسان گفته می‌شود. لایه‌ای که به‌طور مکانیکی در تماس مداوم با دنیای اطراف است و اجسام و اشیای مختلف با آن اصطکاک ایجاد می‌کنند و مملو از سلول‌های مرده و فاقد هسته و اندامک یاخته‌ای (اُرگانل) است. شکل و ساختار این لایه، پوست را از عفونت، تبخیر سریع آب سطحی* و آسیب‌های مداوم مکانیکی-شیمیایی درامان نگه‌می‌دارد.
واژه شاخی از آن‌جا آمده که پس‌از کشف کراتین در شاخ حیوانات توسط دانشمندان، وجود چنین حجم کراتین در بیرونی‌ترین لایه پوست باعث شد که اصطلاح لایهٔ شاخی را همواره برای خود نگه دارد.

## ساختار (شاخی‌شدن)

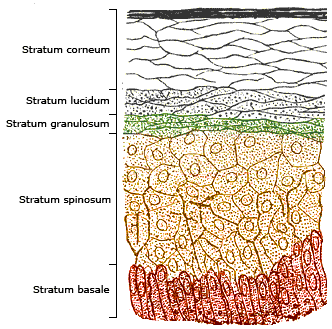
لایه شاخی یا اِستراتوم کورنِئوم

لایه شاخی از ۲۰ الی ۳۰ لایه سلولی، هر یک متشکل از سلول‌های مرده سوار برهم که در زیر میکروسکپ چیزی شبیه فلس است، تشکیل شده‌است. استراتوم‌کورنئوم بیشترین قسمت اپیدرم و سرشار از کراتین است و بیشترین فشار مکانیکی را تحمل می‌کند.
از لایه رویانی اکتودرم، هنگامیکه کراتوسیتها در حال تبدیل شدن هستند، ابتدا شکل خارمانند و سپس دانه‌دار یافته و با تجمع مداوم کراتین، پهن شده و می‌میرند و تشکیل لایه براق (لایه شیشه‌مانند) داده و سرانجام تشکیل استراتوم کورنئوم (لایه شاخی) داده و در پایان با مملو شدن از کراتین از بین می‌روند.

## ردای‌اسیدی
استراتوم‌کورنئوم در اپیدرم، یک لایهٔ‌اسیدی(Acid mantle) به همراه دارد که وظیفه آن مرزبانی شیمیایی پوست در برابر باکتری‌ها، ویروس‌ها و ریزموجودهای سطح پوست است. پی‌هاش این لایه بسیار نازک، بین ۴ و ۶ و بنابراین اسیدی است. با توجه به‌اینکه ریزموجودها و آلودگی‌ها بشدت بازی (آلکالین) هستند در برخورد با ردای‌اسیدی وضعیتی نرمال در لایه‌شاخی بوجودمی‌آید.

## جستارهای‌وابسته
- اپیدرم
- شورهٔ سر
- کراتین